# Шуен
Шуен (фр. Chouain) насеље је и општина у северној Француској у региону Доња Нормандија, у департману Калвадос која припада префектури Баје.
По подацима из 2011. године у општини је живело 204 становника, а густина насељености је износила 64,76 становника/km². Општина се простире на површини од 3,15 km². Налази се на средњој надморској висини од 65 метара (максималној 86 m, а минималној 37 m).

## Демографија
| 1962. | 1968. | 1975. | 1982. | 1990. | 1999. | 2011. |
| ----- | ----- | ----- | ----- | ----- | ----- | ----- |
| 103   | 135   | 151   | 170   | 205   | 188   | 204   |

График промене броја становника у току последњих година